# قانون لینوس

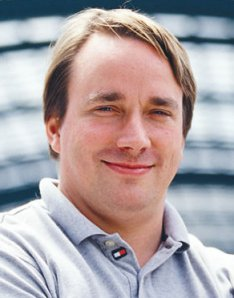
قانون لینوس (اثر لینوس توروالدز) به یک اصطلاح در کتاب کلیسای جامع و بازار اشاره می‌کند.

قانون لینوس بر اساس آنچه اریک ریموند در کتاب کلیسای جامع و بازار می‌گوید عبارت است از: «هرچه چشم‌ها بیشتر باشند حفره‌ها کم عمق‌ترند». به شکل رسمی‌تر: «هرچه آزمایش‌کننده‌های برنامه و برنامه‌نویس‌های تیم نرم‌افزاری بیشتر باشند، تقریباً هر مشکلی سریع شناخته خواهد شد و اصلاح آن برای یک نفر مشخص و روشن خواهد بود.». این قانون توسط اریک ریموند در مقالهٔ کلیسای جامع و بازار به نام لینوس تروالدز فرمول‌بندی و نام‌گذاری شد.
ارایه دادن کد برنامه به چندین برنامه‌نویس با هدف رسیدن به اجماع بر سر مقبولیت آن یک راه ساده برای بازبینی نرم‌افزار است. محققان و حرفه‌ای‌ها بارها مؤثر بودن فرایند بازبینی را در پیدا کردن اشکال نرم‌افزاری مشکلات امنیتی نشان داده‌اند. آن‌ها همچنین این موضوع را نیز نشان داده‌اند که بازبینی مؤثرتر از آزمودن است.
مخالفان متن‌باز از این قانون انتقاد می‌کنند که ممکن است تعداد توسعه‌دهندگان کافی نباشد تا این قانون کار کند یا خیلی ساده می‌گوید که فکر نمی‌کنند این قانون درست باشد.